# روخیر واشن
 روخیر واشن (انگلیسی: Rogier Wassen؛ زاده ۹ اوت ۱۹۷۶) یک تنیس‌باز اهل هلند است.